# Operatie Rösselsprung

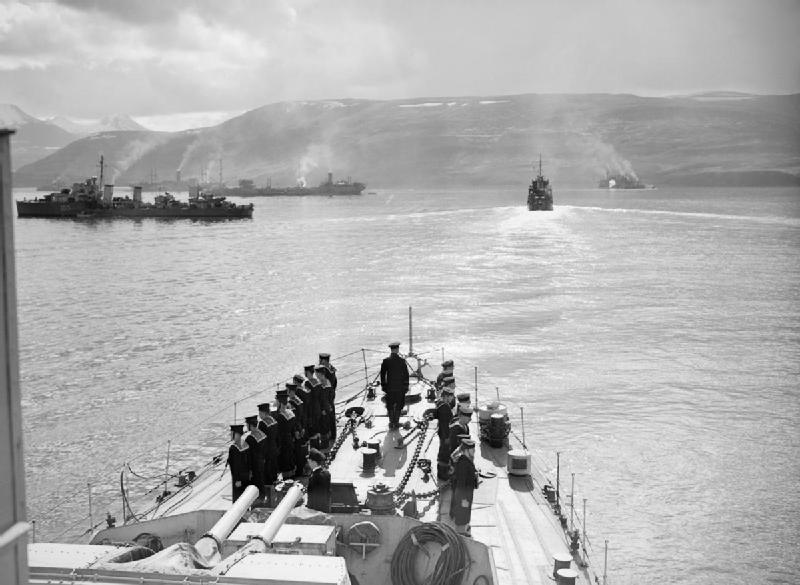
Koopvaardijschepen van konvooi PQ-17 verzamelen in mei 1942 te Hvalfjörður in IJsland

Operatie Rösselsprung was een operatie van de Duitse Kriegsmarine in de Tweede Wereldoorlog om de bevoorrading van de Sovjet-Unie met Moermansk-konvooi PQ-17 te onderscheppen met marineschepen.

## Konvooi PQ 17

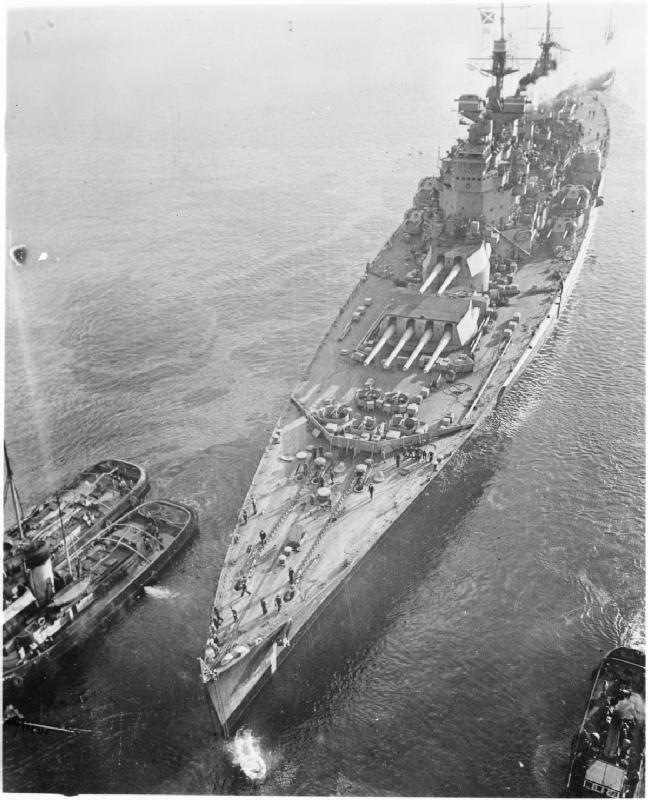
HMS Duke of York (1941) volgde op afstand met de Home Fleet

konvooi PQ-17 moest in juli 1942 wapens en munitie voor het Rode Leger vervoeren van IJsland door de Noordzee naar Moermansk en was het grootste konvooi tot dan toe.
Een eerste escorte onder Commander Browne had vier torpedobootjagers en tien korvetten met luchtafweer als beveiliging tegen vliegtuigen.
In de buurt voeren de kruisers HMS London (69), HMS Norfolk (1930), USS Wichita (CA-45), USS Tuscaloosa (CA-37) en vier torpedobootjagers onder rear admiral Louis Keppel Hamilton met dieptebommen als beveiliging tegen onderzeeboten.
Op een afstand voer de Home Fleet onder admiraal John Tovey met de slagschepen HMS Duke of York (1941), USS Washington (BB-56), het vliegdekschip HMS Victorious (R38), de kruisers HMS Cumberland (57), HMS Nigeria (C60), HMS Manchester (C15) en 14 torpedobootjagers als beveiliging tegen oppervlakteschepen.

## Inlichtingen
Duitse agenten ter plaatse meldden dat het konvooi uitvoer. Op 1 juli zag een Duits verkenningsvliegtuig het konvooi. Een Duitse Onderzeeboot zag het konvooi 60 zeemijl ten oosten van Jan Mayen.

## Vliegtuigen en onderzeeboten
Vanaf 2 juli vielen torpedobommenwerpers en duikbommenwerpers 130 Junkers Ju 88, 43 Heinkel He 111 en 29 Heinkel He 115 vanaf de vliegvelden Bardufoss en Banak het konvooi drie dagen en nachten aan. De zon ging niet onder boven de poolcirkel.
Ook onderzeeboten U-251 en U-376 vielen aan, maar de escorte verjaagde ze.

## De Duitse gevechtsgroepen

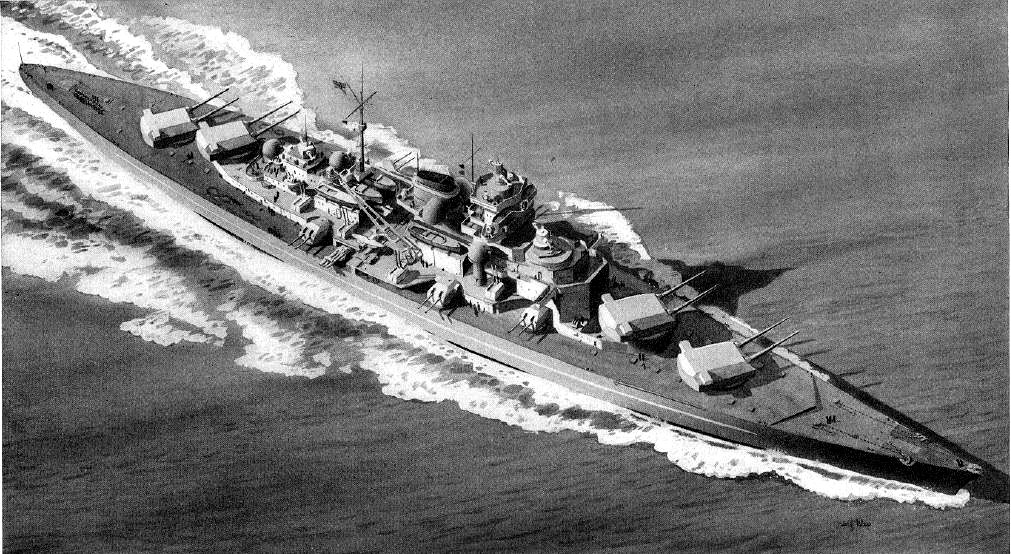
De Tirpitz als leidend schip van de gevechtsgroepen

Duitsland vormde twee gevechtsgroepen van marineschepen.
Gevechtsgroep 1 onder admiraal Otto Schniewind had het Slagschip Tirpitz, de zware kruiser Admiral Hipper, de torpedobootjagers Z 20 Karl Galster, Z 14 Friedrich Ihn, Z 10 Hans Lody, Z 6 Theodor Riedel en de torpedoboten T 7 en T 15' voeren op 2 juli 1942 van Trondheim naar het noorden van Noorwegen.
Gevechtsgroep 2 onder Viceadmiraal Oskar Kummetz met de zware kruisers Lützow en Admiral Scheer, de torpedobootjagers Z 24, Z 27, Z 28, Z 29, Z 30 en Z 4 Richard Beitzen voeren op 3 juli 1942 van Narvik en Bogen naar de Altafjord.
Daar kwamen de twee gevechtsgroepen samen met de torpedobootjagers Z 16 Friedrich Eckoldt en Z 15 Erich Steinbrinck. Onderweg liepen de zware kruiser Lützow en de torpedobootjagers Z 20 Karl Galster, Z10 Hans Lody en Z 6 Theodor Riedel aan de grond en vielen uit.

## Bevel tot vlucht en verspreiding
Verkenningsvliegtuigen zagen dat de marineschepen niet meer voor anker lagen en in de ochtend van 4 juli meldde de Britse admiraliteit per radio aan de escorte van konvooi PQ17 dat die marineschepen uitgelopen waren.
In de avond van 4 juli beval Dudley Pound, First Sea Lord van de Britse Admiraliteit de escorte om snel naar het westen te vluchten en de koopvaardijschepen om zich te verspreiden en elk voor zich naar Archangelsk te varen.

## Duitse reactie
Op 5 juli zagen Duitse verkenningsvliegtuigen en onderzeeboten dat de escorte naar het westen voer en dat het konvooi zich verspreidde.
Daarop achtervolgden de Tirpitz onder Kapitein ter Zee Karl Topp, de Admiral Hipper onder Kapitein ter Zee Wilhelm Meisel), de Admiral Scheer onder Kapitein ter Zee Wilhelm Meendsen-Bohlken), zeven torpedobootjagers en twee torpedoboten. 
Voor Ingøya viel de Sovjet onderzeeboot K-21 de Tirpiz aan, maar miste.
Een Consolidated PBY Catalina van squadron 210 van de Royal Air Force en de Britse onderzeeboot Unshaken zagen de Duitse schepen en gaven posities door over de radio.
Het Oberkommando der Marine brak de aanval af, want op bevel van Adolf Hitler mocht de Tirpitz niet in gevaar gebracht worden.
In de avond van 5 juli kregen de Duitse schepen bevel naar de Kåfjord in Finnmark te varen.
Enkel de onderzeeboten en vliegtuigen mochten het verspreide konvooi aanvallen.

## Lot van de koopvaardijschepen

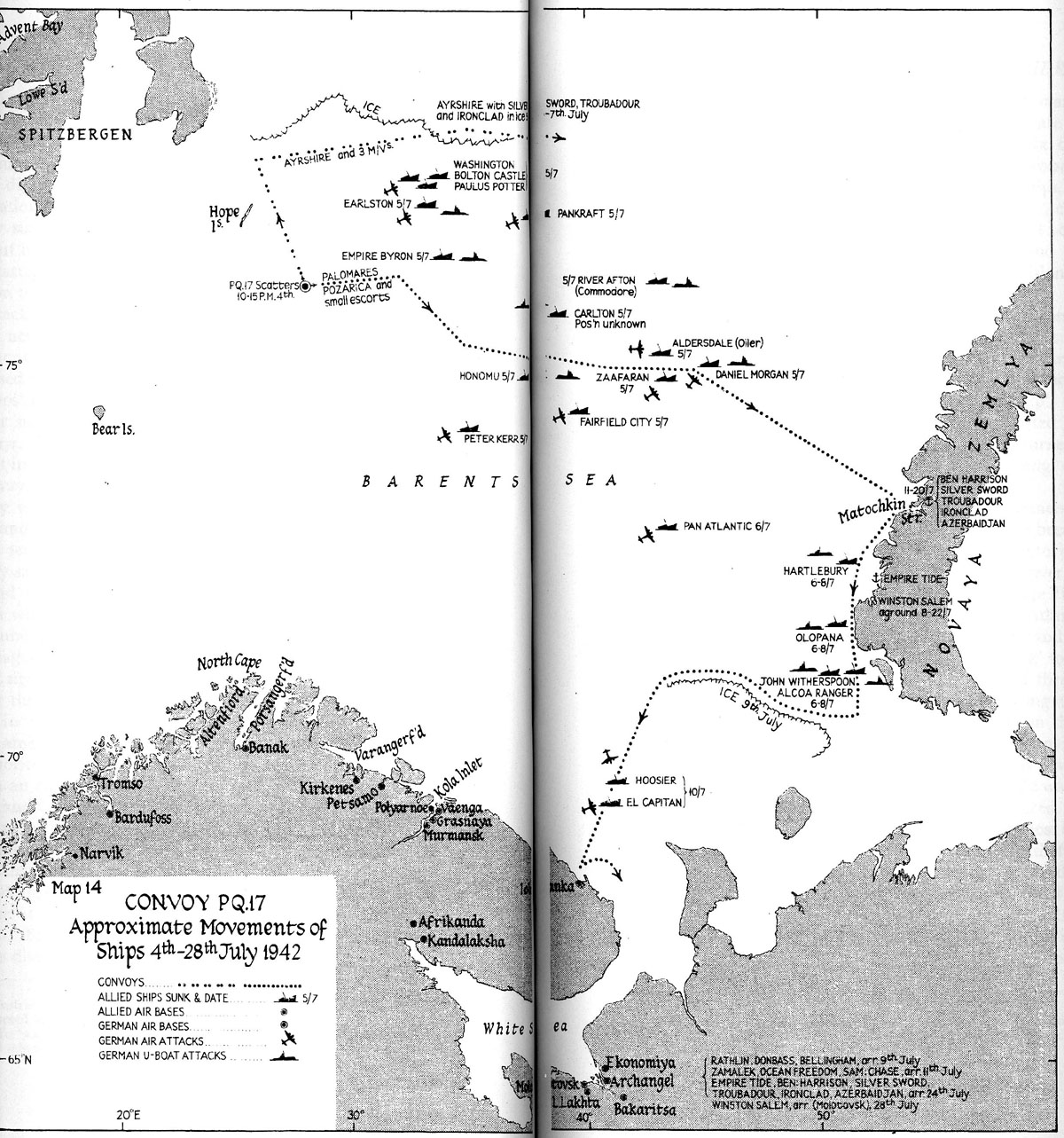
Kaart met de koers en de plaats van zinken van de koopvaardijschepen na verspreiding

De koopvaardijschepen waren zonder escorte hulpeloos tegen onderzeeboten en vliegtuigen.
Ze trachtten met een noordoostelijke koers langs het pakijs de kust van Nova Zembla te bereiken. Elf koopvaardijschepen bereikten Archangelsk. 
Van de 35 koopvaardijschepen waren er twee voortijdig teruggekeerd: de Richard Bland met een defect aan de machines en de Exford die tegen een ijsschots gebotst was.
Van de doorgevaren 33 koopvaardijschepen werden er 22 tot zinken gebracht: 15 Amerikaanse, 6 Britse en een Nederlands, 14 door onderzeeboten en acht door luchtaanvallen. Ook de tanker Aldersdale  en het reddingsschip Rathlin vergingen.
153 matrozen verdronken.
210 vliegtuigen, 430 tanks, 3350 vrachtwagens, 100.000 ton munitie, wisselstukken en voedsel zonken in de zee.

## Reactie van Stalin
Jozef Stalin vroeg de volkscommissaris voor de marine Nikolaj Koeznetsov of er noodzaak bestond om een konvooi zonder escorte te laten. Koeznetsov ontkende en meende dat sommige militaire leiders van het westen de Sovjet-Unie niet graag hielpen en hun marineschepen niet op het spel wilden zetten.
Op 23 juli 1942 schreef Stalin aan Winston Churchill:

Het bevel van de Britse admiraliteit aan de escorte van PQ 17 om de vrachtschepen in de steek te laten en naar Engeland terug te keren en aan de vrachtschepen om zich te verspreiden en elk voor zich zonder escorte naar havens van de Sovjet-Unie te varen is naar mening van onze experten verwarrend en onverklaarbaar. Het spreekt voor zich dat ik niet van mening ben dat regelmatige transporten naar de noordelijke havens van de Sovjet-Unie zonder risico en verliezen mogelijk zijn. Maar ten slotte kan in oorlogstijd geen enkele grote opgave zonder risico en verliezen uitgevoerd worden. U weet zonder twijfel, dat de Sovjet-Unie veel meer verliezen lijdt. Hoe dan ook, ik had nooit geloofd dat de regering van het Verenigd Koninkrijk ons juist nu de levering van oorlogsmateriaal zou ontzeggen, aangezien de Sovjet-Unie het gezien de ernstige toestand aan de grens tussen Duitsland en de Sovjet-Unie bijzonder dringend nodig heeft.